# 弗里和赫克拉海峽
弗里和赫克拉海峽（Fury and Hecla Strait）是加拿大的海峽，由努納武特基吉柯塔魯克地區負責管轄，位於巴芬島和梅爾維爾半島之間，東接福克斯灣，西臨布西亞灣。
69°49′59″N 083°00′00″W / 69.83306°N 83.00000°W